# Alto Sano (Las Marías)
Alto Sano es un barrio ubicado en el municipio de Las Marías en el estado libre asociado de Puerto Rico. En el Censo de 2010 tenía una población de 179 habitantes y una densidad poblacional de 41,99 personas por km².

## Geografía
Alto Sano se encuentra ubicado en las coordenadas 18°16′10″N 67°0′56″O / 18.26944, -67.01556. Según la Oficina del Censo de los Estados Unidos, Alto Sano tiene una superficie total de 4.26 km², de la cual 4.23 km² corresponden a tierra firme y (0.67%) 0.03 km² es agua.

## Demografía
Según el censo de 2010, había 179 personas residiendo en Alto Sano. La densidad de población era de 41,99 hab./km². De los 179 habitantes, Alto Sano estaba compuesto por el 86.59% blancos, el 9.5% eran afroamericanos, el 1.12% eran amerindios, el 2.23% eran de otras razas y el 0.56% pertenecían a dos o más razas. Del total de la población el 100% eran hispanos o latinos de cualquier raza.